# Witte reus (zweefvlieg)
De witte reus of ivoorzweefvlieg (Volucella pellucens) is een tweevleugelige die behoort tot de familie van de zweefvliegen.
De soort is te vinden in het Palearctisch en Oriëntaals gebied. Hij komt vooral voor in open plekken in bossen bij bloemrijke hagen.
Het is een opvallend groot en breed gebouwde zweefvlieg. Het lichaam is overwegend zwart, maar het tweede achterlijfssegment is crèmewit. De vleugels hebben een gelige basis en een opvallende zwarte middenvlek. De lichaamslengte is tussen 13 en 18 millimeter. De soort vliegt van mei tot in augustus.

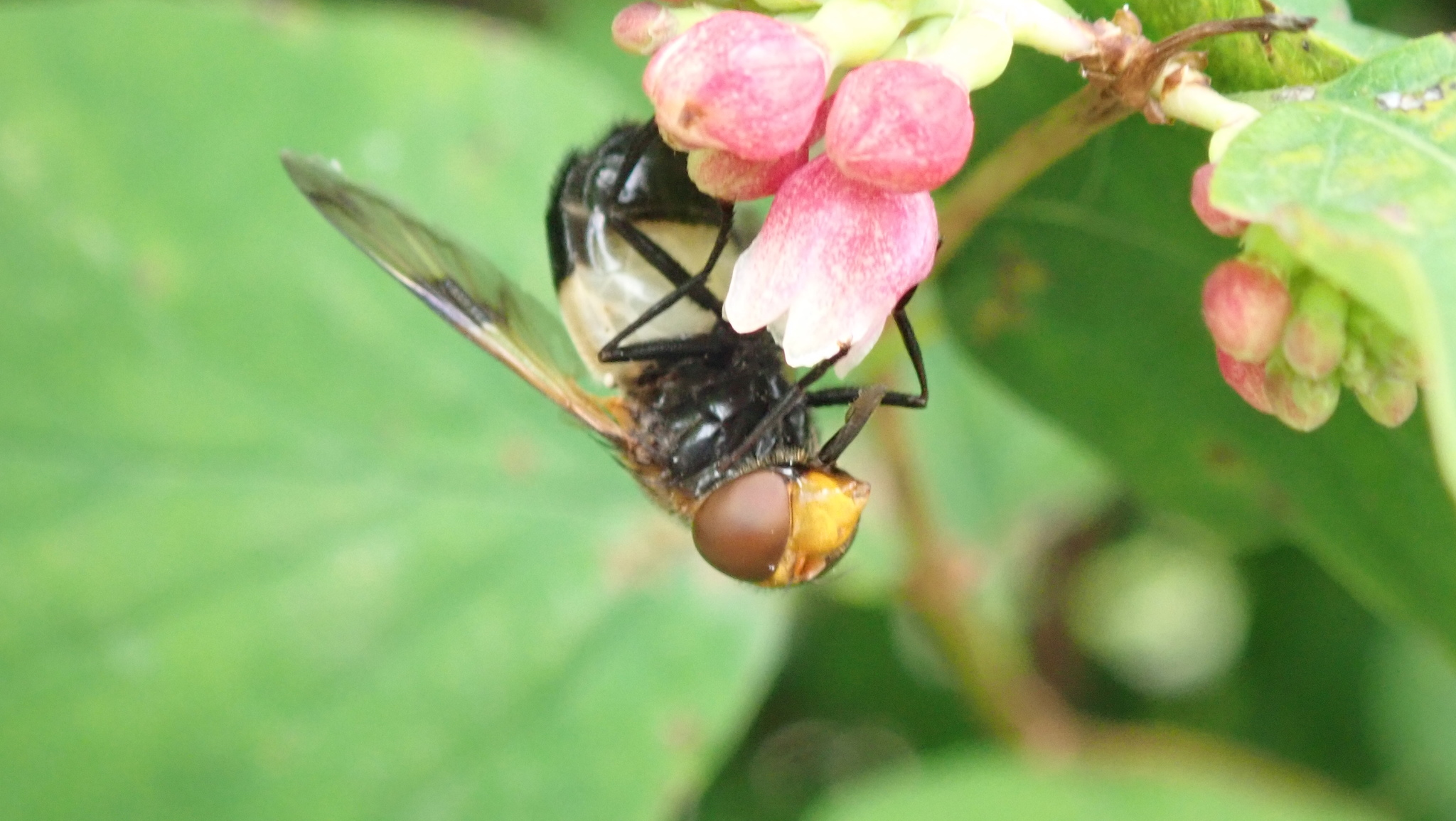
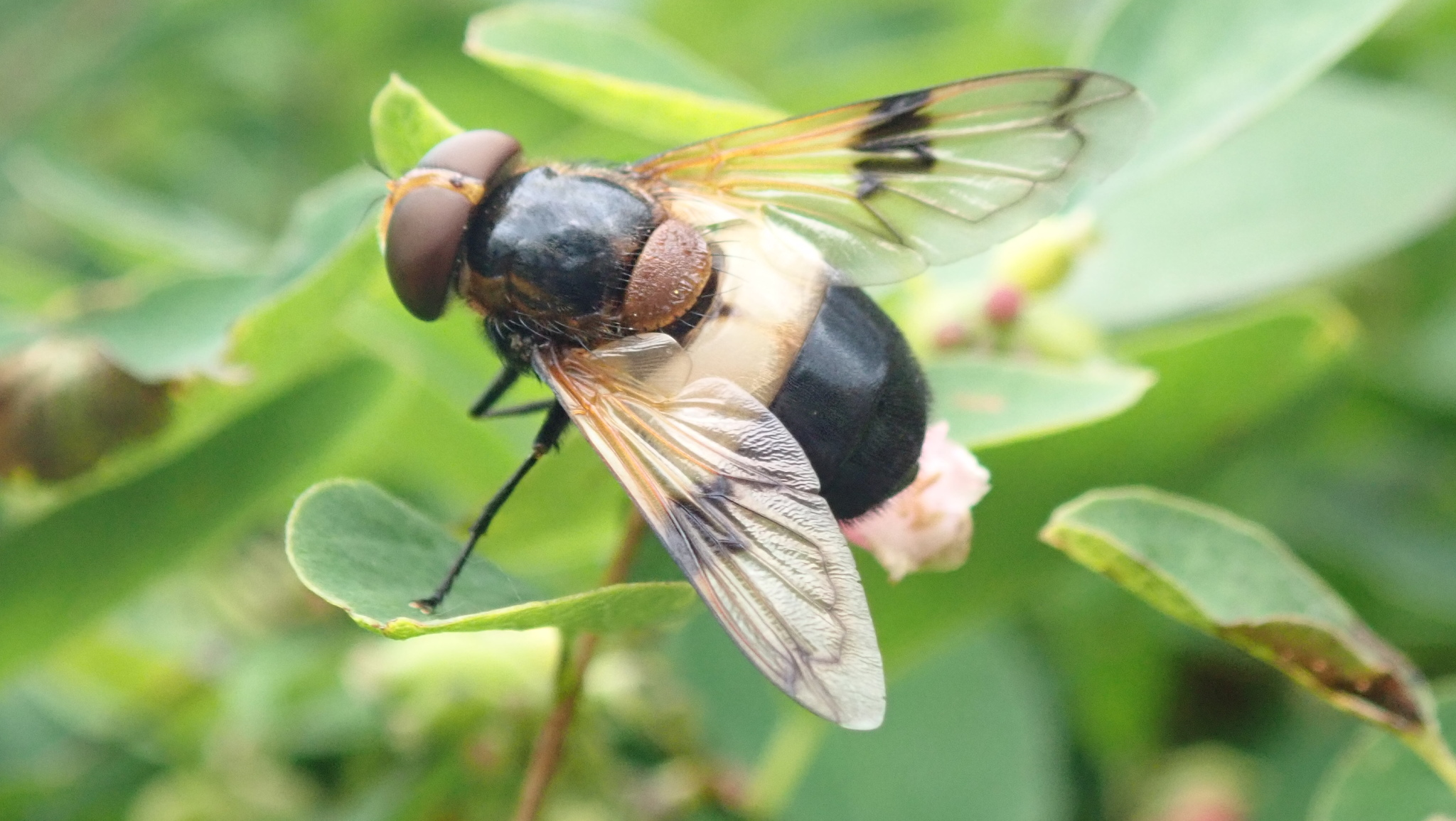